# Skolskjutningen i Parkland, Florida
Skolskjutningen i Parkland, Florida ägde rum på eftermiddagen den 14 februari 2018 vid Marjory Stoneman Douglas High School i Parkland i Florida. Vid dådet dödades 17 personer och 15 skadades. Skolskjutningen utfördes med ett Halvautomatiskt gevär av typen AR-15, som inköpts på laglig väg.
Efter dådet greps den 19-årige Nikolas Jacob Cruz, som erkände brottet. Han hade tidigare relegerats från skolan efter att ha hotat andra elever. Rättegången mot Cruz har skjutits upp på grund av covid-19-pandemin.
Skolskjutningen är den tredje dödligaste i modern amerikansk historia, efter Virginia Tech-massakern 2007 (32 döda) och massakern i Newtown 2012 (27 döda) och den dödligaste som nått rättegång.
Flera av de överlevande har efter attentatet engagerat sig i frågan om hårdare vapenkontroll. Emma González är en av dem.
I oktober 2022 dömdes Nikolas Cruz till livstids fängelse utan möjlighet till villkorlig frigivning.

## Offer
De 17 dödsoffren var:

- Alyssa Alhadeff, 14
- Scott Beigel, 35
- Martin Duque, 14
- Nicholas Dworet, 17
- Aaron Feis, 37
- Jaime Guttenberg, 14
- Chris Hixon, 49
- Luke Hoyer, 15
- Cara Loughran, 14
- Gina Montalto, 14
- Joaquin Oliver, 17
- Alaina Petty, 14
- Meadow Pollack, 18
- Helena Ramsay, 17
- Alex Schachter, 14
- Carmen Schentrup, 16
- Peter Wang, 15